# Petite Iougan
La Petite Iougan (en russe : Малый Юган, Maly Iougan) est une rivière de Russie qui coule dans le district autonome des Khantys-Mansis. C'est un affluent de la Grande Iougan en rive gauche, donc un sous-affluent de l'Ob.

## Géographie
La Petite Iougan prend naissance et parcourt la vaste région des marais de Vassiougan. Elle se dirige globalement du sud-est vers le nord-ouest traversant une partie de la taïga ou forêt sibérienne. Son cours très sinueux comporte de nombreux méandres. Elle parcourt un terrain extrêmement plat, ce qui rend son cours très lent. Elle se jette dans la Grande Iougan en rive gauche, au niveau du cours inférieur de cette dernière.
La rivière ne baigne aucune localité d'importance.
La Petite Iougan gèle habituellement à partir de la fin du mois d'octobre, et ce jusqu'à la fin du mois d'avril ou au début du mois de mai.

## Hydrométrie - Les débits mensuels à Kiniaminy
Le débit de la Petite Iougan a été observé pendant 40 ans (durant la période 1959-1999) à Kiniaminy, petite localité située à 112 kilomètres de son confluent avec la Grande Iougan. 
Le débit inter annuel moyen ou module observé à Kiniaminy sur cette période était de 55,4 m3/s pour une surface de drainage incluse dans l'observation de 8 130 km2, soit plus ou moins 79 % de la totalité du bassin versant de la rivière qui en compte 10 200.
La lame d'eau écoulée dans le bassin atteint ainsi le chiffre de 215 millimètres par an, ce qui peut être considéré comme très satisfaisant, du moins dans le contexte du bassin de l'Ob, caractérisé par un écoulement en moyenne plus modéré. 
Cours d'eau alimenté avant tout par la fonte des neiges, mais aussi par les pluies de la saison chaude, la Petite Iougan a un régime nivo-pluvial. 
Les hautes eaux se déroulent au printemps, en mai et en juin, ce qui correspond au dégel et à la fonte des neiges. Dès le mois de juillet, le débit s'effondre, et continue de baisser au mois d'août. On observe aux mois de septembre-octobre, un léger second sommet lié aux précipitations automnales.
Au mois de novembre, le débit de la rivière s'affaisse à nouveau, ce qui mène à la période des basses eaux. Celle-ci a lieu de décembre à avril inclus et correspond aux intenses gelées hivernales. 
Le débit moyen mensuel observé en mars (minimum d'étiage) est de 9,44 m3/s, soit moins de 5 % du débit moyen du mois de mai (196 m3/s), ce qui souligne l'amplitude des variations saisonnières. Ces écarts de débit mensuel peuvent être plus marqués encore d'après les années : sur la durée d'observation de 40 ans, le débit mensuel minimal a été de 7,07 m3/s en mars 1990, tandis que le débit mensuel maximal s'élevait à 271 m3/s en mai 1991.  
En ce qui concerne la période libre de glaces (de mai à septembre inclus), le débit minimal observé a été de 10,3 m3/s en septembre 1963. 